# 인구보건복지협회
인구보건복지협회(人口保健福祉協會, Korea Population, Health and Welfare Association; KoPHWA)는 인구 문제의 해결과 건강한 출산, 양육 환경 조성 실천을 달성하기 위하여 설립된 보건복지부 유관 기관이다. 서울 영등포구에 본부를 두고 대한민국 전 지역에 13개 지회를 함께 운영하고 있다. 본부는 서울특별시 영등포구 버드나루로 14가길 20에 위치하고 있다.

## 설립근거
- 모자보건법 제16조에 근거한 보건복지부 산하 비영리공익법인

## 설립목적
- 1961.4.1. 설립된 비영리공익법인으로 인구변화 및 보자보건, 출산지원에 관한 조사·연구·교육 및 홍보업무 수행
- (비전) 함께하는 건강가족, 지속가능한 행복세상
- (미션) 개인과 가족의 건강과 돌봄을 지원하는 파트너

## 정원
- 회장, 사무총장, 본부, 지회 약 410명이 근무하고 있다.

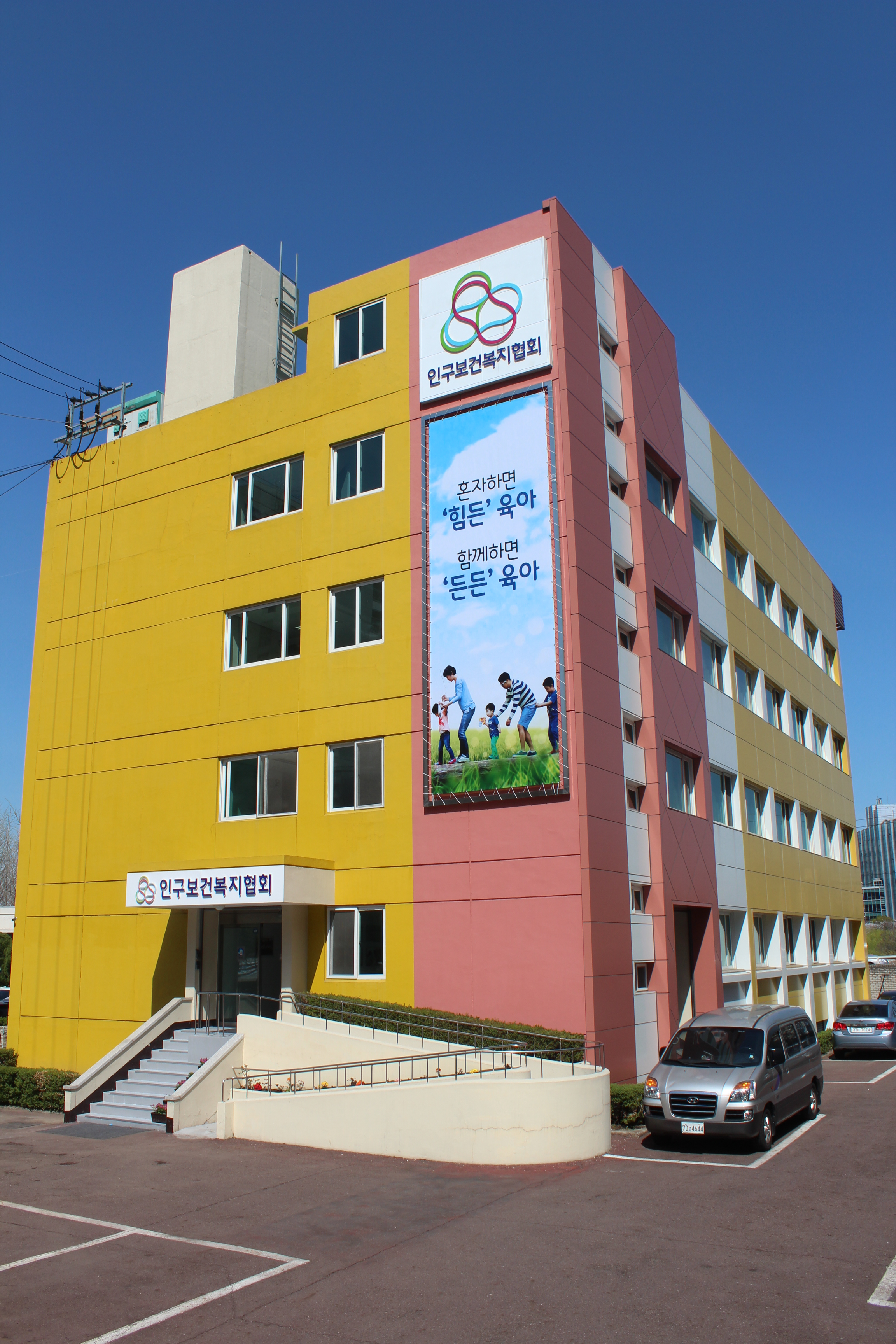
인구보건복지협회 본부

## 연혁
- 1961년 4월 사단법인 대한가족계획협회 창립
- 1961년 6월 IPPF(국제가족계획연맹) 가입
- 1962년 10월 협회 시도지부 설립
- 1963년 1월 가족계획요원 및 시술의사 훈련
- 1965년 8월 시도지회 부속의원 설치
- 1966년 8월 세자녀갖기운동
- 1968년 8월 월간 가정의 벗 창간
- 1971년 1월 둘 낳기운동 전개
- 1973년 01일 모자보건법 시행령 제정 공포
- 1975년 10월 지역사회 중심 파임보급사업 CBD 실시
- 1976년 11월 청사 건립 (IPPF의 지원)
- 1980년 5월 가족계획 방송모니터제 실시
- 1982년 1월 산업장청소년상담실 개설
- 1984년 4월 스튜디오운영반 신설
- 1985년 6월 청소년 성상담전화 개통 (2634-2300)
- 1986년 3월 임산부 교육 실시
- 1986년 11월 IPPF 자원개발 특별상 수상
- 1988년 1월 인구증가율 1% 조기달성, 정부 공식발표
- 1989년 12월 한국청소년단체협의회 회원 가입
- 1990년 3월 스튜디오운영반을 영상교재개발원으로 확대 발족
- 1991년 10월 21세기를 향한 가족계획시범사업추진단 발족
- 1992년 9월 청소년성교육(상담)전문가 양성 훈련 착수
- 1993년 3월 모자보건수첩 제작보급
- 1994년 3월 보건복지부로부터 선천성대사이상 검사 정보관리사업 수임
- 1994년 5월 학교청소년 성교육/성상담 교원연수기관 지정
- 1995년 1월 대한불임시술협회 흡수 통합 및 교육훈련부 신설
- 1995년 6월 여성용 콘돔 "페미돔" 보급 실시
- 1996년 1월 피임시술요청 및 확인서 관리기관 지정
- 1996년 5월 아가사랑후원회 사업 착수
- 1996년 7월 한국성문화연구소 개소
- 1997년 1월 재가노인 복지사업 착수
- 1997년 6월 성폭력상담소 개소
- 1997년 7월 가정보건복지종합상담실 개설
- 1998년 6월 가족계획과 생식보건 국제훈련
- 1998년 10월 초등학교 성교육사업 (한국P&G 협찬)
- 1999년 2월 대한가족보건복지협회로 명칭 변경
- 1999년 8월 엄마젖 최고! 대국민 홍보사업
- 2000년 3월 성교육/성상담 공무원반 연수
- 2000년 4월 연변 조선족 자치주 원조사업
- 2000년 11월 수화비디오 제작
- 2001년 10월 피임교구세트 개발
- 2001년 11월 장애인 대상 성교육교재 개발 (OHP. 점자도서)
- 2002년 1월 APA/ICPD(아시아태평양지역 인구개발협의체) 사무국 업무
- 2002년 5월 엄마젖 최고! 교육용 비디오 제작
- 2003년 1월 울산지회 창립
- 2003년 3월 엄마젖 최고! 상담 홈페이지 운영
- 2003년 4월 성교육 성상담 연수부문 우량기관(A등급) 선정
- 2003년 7월 밸런스 이니셔이티브(Balance Initiative) 출범
- 2003년 9월 장애인 성교육 비디오 "사랑만들기", 산후운동 비디오 제작
- 2004년 3월 산모 신생아 도우미 홈페이지 개설
- 2004년 4월 저출산 대응 홍보사업 실시
- 2004년 5월 대한가족보건복지협회 UN민간특별자문단체 지정
- 2004년 6월 울산광역시지회 청사 준공 및 가족보건의원 개원 (울산광역시 남구 신정1동 1263-1)
- 2005년 12월 인구보건복지협회로 명칭 변경
- 2006년 1월 선천성대사이상검사 정부지원 무료검사 6종 확대 실시
- 2006년 4월 가임기여성 건강증진 사업실시
- 2006년 6월 중앙노인보호전문기관 개소
- 2007년 4월 "아기와 엄마가 행복한 방" 청와대 개설
- 2007년 7월 건강한 출산 양육 환경 조성사업
- 2007년 9월 전국경제인연합회와 함께 하는 불임부부 지원사업
- 2008년 3월 노인 요양보호사 양성교육
- 2008년 10월 국제결혼 이주여성 본국방문 지원사업 협약식
- 2009년 6월 아이낳기좋은세상운동본부(중앙 및 지역) 출범식
- 2009년 8월 출산양육지원센터 협약식 체결 (생명보험 사회공헌재단)
- 2010년 9월 제주특별자치도지회 가족보건의원 개원

## 주요 업무
- 국민 인식개선, 일·가정 양립실천, 결혼출산·보육 정보제공
- 모자보건, 예방접종, 이동검진 보건의료서비스
- 노인세대 삶의 질 향상과 건강한 성문화 조성
- 청소년을 위한 성교육/성상담 성가치관, 결혼관 정립
- 인구교육 전문가 양성, 인구교육 자료 제작, 정보 제공
- 개발도상국 인구·보건·의료활동, 에이즈 예방 홍보
- 임신·출산·육아상담

## 조직

### 회장
- 운영위원회

#### 사무총장
- 감사과

##### 기획조정실
- 운영지원과
- 기획예산과
- 홍보기획단

##### 인구전략실
- 인구사업과
- 조사연구과
- 국제과

##### 가족건강실
- 가족지원과
- 건강증진과

## 지회(가족보건의원)
- 서울특별시지회
- 부산광역시지회
- 인천광역시지회
- 울산광역시지회
- 경기도지회
- 강원도지회
- 충청북도/세종특별자치시지회
- 대전광역시/충청남도지회
- 전라북도지회
- 광주광역시/전라남도지회
- 대구광역시/경상북도지회
- 경상남도지회
- 제주특별자치도지회